# QW Водолея
QW Водолея (лат. QW Aquarii) — одиночная переменная звезда в созвездии Водолея на расстоянии (вычисленном из значения параллакса) приблизительно 20867 световых лет (около 6398 парсеков) от Солнца. Видимая звёздная величина звезды — от +14,22m до +13,01m.

## Характеристики
QW Водолея — жёлто-белая пульсирующая переменная звезда типа RR Лиры (RR(B)) спектрального класса F. Эффективная температура — около 6590 К.